# یورن رنزنبرینک
 یورن رنزنبرینک (انگلیسی: Joern Renzenbrink؛ زادهٔ ۱۷ ژوئیهٔ ۱۹۷۲) یک تنیس‌باز اهل آلمان است. 